# Semioscopis avellanella
Semioscopis avellanella — вид лускокрилих комах родини плоских молей (Depressariidae).

## Поширення
Вид поширений в більшій частині Європи, крім Піренейського півострова та більшої частини Балканського півострова, та Північній Азії на схід до Японії. Присутній у фауні України.

## Опис
Розмах крил 20-26 мм. Передні крила рожево-сірі, посипані блідими мітками та темними смужками. Задні крила блідо-сіруватого кольору. Личинка білувато-зелена; спинна лінія темніша; голова і пластина з 2 зеленими плямами.

## Спосіб життя
Метелики літають у березні-квітні. Личинки живляться листям берези, липи та граба. Вони харчуються всередині згорнутого або згорнутого листа рослини-господаря. Заляльковування відбувається у детриті. Вид зимує на стадії лялечки.